# Amphineurus (Amphineurus) maculosus
Amphineurus (Amphineurus) maculosus is een tweevleugelige uit de familie steltmuggen (Limoniidae). De soort komt voor in het Australaziatisch gebied.